# Замок Лабиау
Замок Ла́биау (нем. Burg Labiau) — тевтонский замок, расположен в городе Полесске Калининградской области. Объект культурного наследия народов России федерального значения. В настоящее время используется как музей.

## История
В 1277—1280 годах на месте прусской крепости и деревянно-земляного укрепления тевтонцев построен каменный замок, названный в 1330 году Лабиау, по реке под названием Лаба (прежнее название Деймы). К 1360 году построено 4 кирпично-каменных сооружения, окружённые стенами и рвом с водой. В 1454 году Прусский союз начал штурм крепости, но защитники, возглавляемые Альбрехтом Шпарукелем, отразил все атаки.
В мае 1519 года здесь произошла встреча Магистра Тевтонского ордена Альбрехта и послами Василия III. После секуляризации Ордена замок отошёл к владениям герцога Альбрехта. В 1526 году Альбрехт подарил замок своей невесте — Доротее Датской. После смерти Доротеи хозяйкой замка стала вторая жена герцога Альбрехта Анна Мария Брауншвейгская. В 1564 году рыцарский зал расписан придворным художником итальянцем Иоганном Баптистом.
20 ноября 1656 года в Лабиау произошла знаменательная встреча короля Швеции Карла Густава и курфюрста Бранденбургского Фридриха Вильгельма, итогом которой стало освобождение от польской зависимости.
В 1860 году замок перестроен, после использовался как тюрьма. В 1917 году замок горел.
С 1948 по 1953 года использовался как штаб одного из авиационных подразделений Советской армии, позже передан ПЗС «Янтарь». Когда он был заводом, были изменены внутренние помещения, лестницы и коридоры. В 1968 году произошло замыкание и пожар уничтожил крышу и часть верхних этажей. В начале нулевых завод закрыли, а замок начали сдавать в аренду. В 2010 году замок Лабиау был передан Русской Православной церкви.

## Статьи и публикации
- Алексей Денисенков. Экспедиция «КП» в Полесск: Призраки замка Лабиау // Комсомольская правда : газета. — 2012. — 26 сентября.